# Pentamerismus foliisetis
Pentamerismus foliisetis är en spindeldjursart som beskrevs av Livschitz och P. Mitrofanov 1967. Pentamerismus foliisetis ingår i släktet Pentamerismus och familjen Tenuipalpidae. Inga underarter finns listade i Catalogue of Life.